# Schillingstedt
Schillingstedt é uma localidade e antigo município da Alemanha localizado no distrito de Sömmerda, estado da Turíngia.
Pertence ao Verwaltungsgemeinschaft de Kölleda. Desde julho de 2018, forma parte da cidade de Sömmerda.